# Cruz Melchor Eya Nchama
Cruz Melchor Eya Nchama (nacido el 6 de enero de 1945 en Kukumankok, Guinea Ecuatorial) es un juez en el Tribunal de Ginebra.
Actualmente se desempeña como "evaluador de jueces" en la Comisión de Conciliación para Arrendamientos y Rentas, que es donde se adjudican los asuntos de alquiler y alojamiento/vivienda. Antes de su puesto actual, se dedicaba a la política.
También es escritor y un conocido activista de derechos humanos dentro de la comunidad internacional, lo cual le ha hecho ser acreedor de honores como la Orden de Mayo.

## Biografía
Eya Nchama estudió en la Universidad Complutense de Madrid. Fue jefe del departamento de investigación del Instituto de Estudios de Desarrollo adscrito a la Universidad de Ginebra y asesor del Relator Especial de la Comisión de Derechos Humanos de las Naciones Unidas. Es jefe del Servicio de Información contra el Racismo (ARIS).
Mientras estaba en el exilio a principios de los años 70, Eya Nchama, J. B. Mbia Mbida-Essindi y otros ecuatoguineanos en Suiza fundaron la ANRD (Alianza Nacional para la Restauración Democrática), que sería la principal oposición a la dictadura ecuatoguineana de Francisco Macías Nguema. Fue un ferviente opositor a Macías Nguema, y logró en 1976 gracias a sus gestiones romper el silencio forzado sobre Guinea Ecuatorial dictaminado por la España franquista, presentando un informe detallado sobre la dictadura de Macías a la Comisión de Derechos Humanos de Naciones Unidas.  Después de la caída de Macías Nguema y la llegada al poder de Teodoro Obiang tras el Golpe de Libertad en septiembre de 1979, Eya Nchama acuñó la frase «es el mismo perro con un collar diferente», lo que le hizo ganar considerable notoriedad.
En 2007, algunos años después de la obtención de su ciudadanía suiza, Eya Nchama fue elegido alcalde de Grand-Saconnex, siendo la primera persona de raza negra en alcanzar tal posición en Suiza.

## Obras
- Développement et droits de l’homme en Afrique, édition Publisud, Paris, 1991.
- El mundo en los acrósticos, y otros temas, Pentalfa, Oviedo, 2001.
- Misceláneas Guineo Ecuatorianas 1: del estado colonial al Estado dictatorial con Juan Tomás Ávila Laurel et al., Editorial Tiempos Próximos, Madrid, 2001.
- Cincuenta aniversario de la independencia de Guinea Ecuatorial: Cruz Melchor Eya Nchama conversa con Gustavo Bueno Sánchez. Pentalfa Ediciones, Oviedo, 2018.